# Halterner Kochtopf

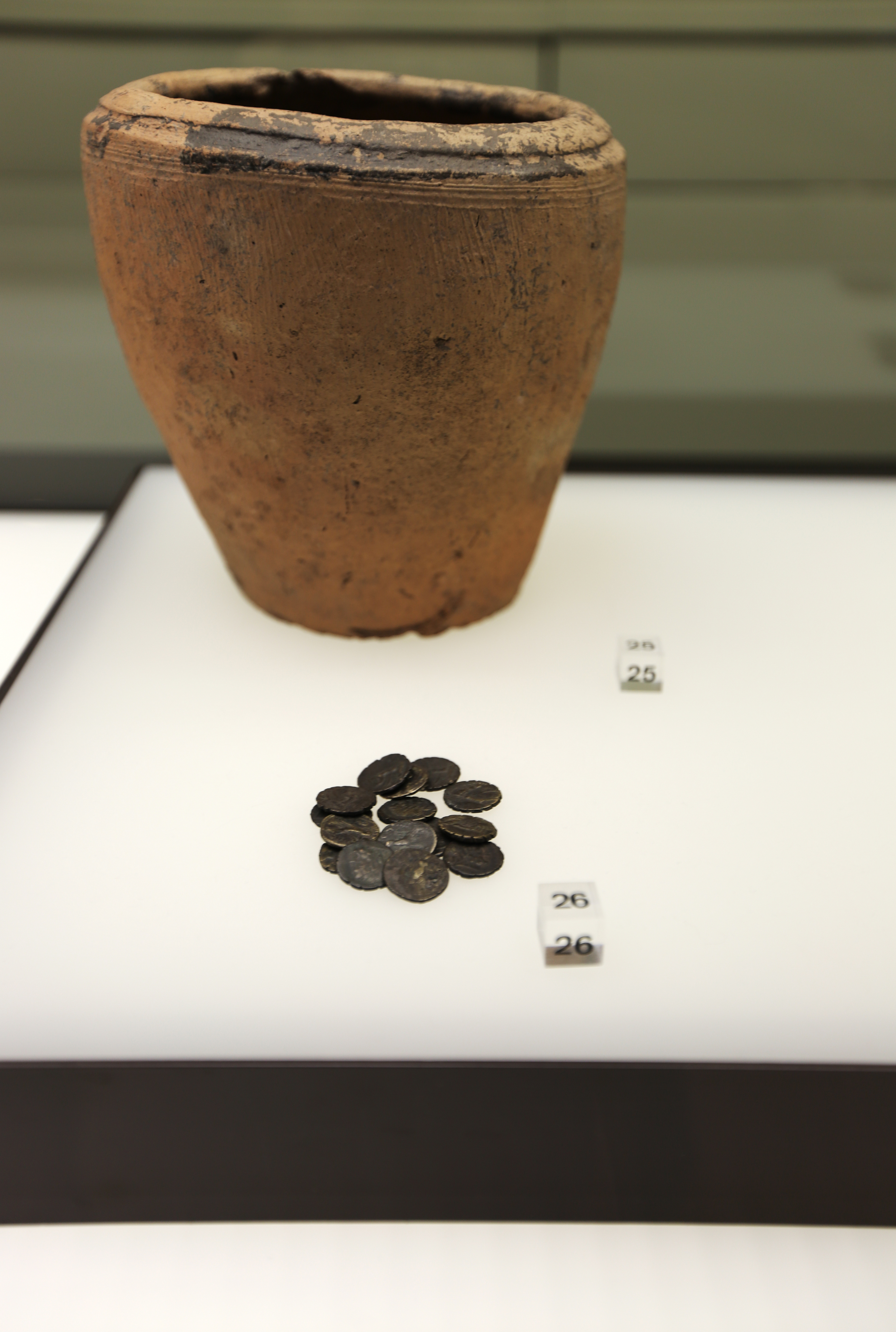
Ausstellungsexemplar im Römisch-Germanischen Museum Köln

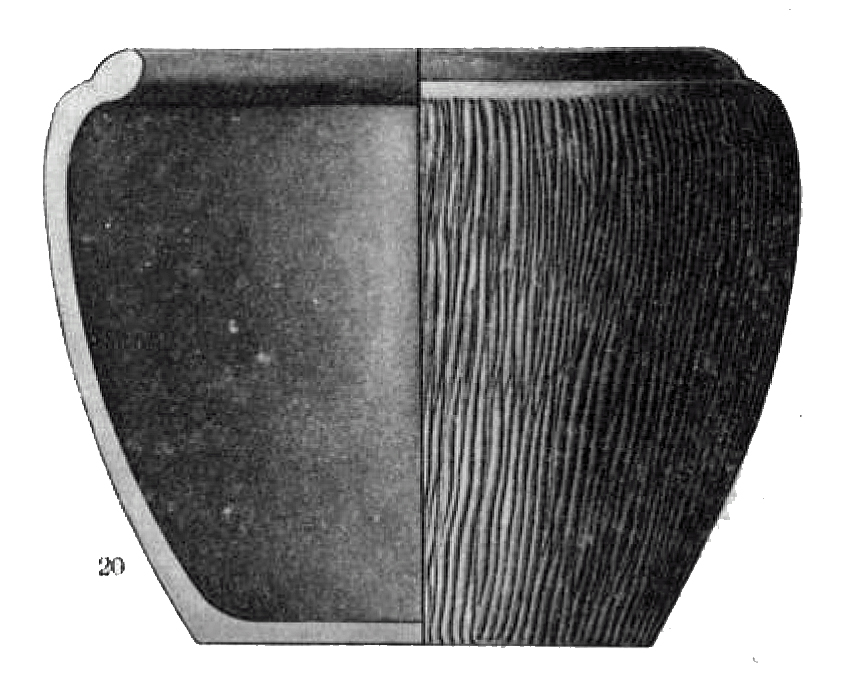
Umzeichnung eines idealtypischen Halterner Kochtopfs (Haltern 91 A) nach Ritterling 1901

Der Halterner Kochtopf ist eine irdene Gefäßform aus der Römerzeit. Aufgrund seiner Häufigkeit als Gebrauchskeramik in ostgallischen und rheinländischen Siedlungs- und Militärbefunden des 1. Jahrhunderts n. Chr. dient er in der provinzialrömisch-archäologischen Forschung als Leitform bei der Datierung von Fundstellen. In der archäologischen Keramiktypologie wird die Form nach ihrem eponymen Fundort, dem Römerlager Haltern, als Haltern 91 angesprochen.

## Form

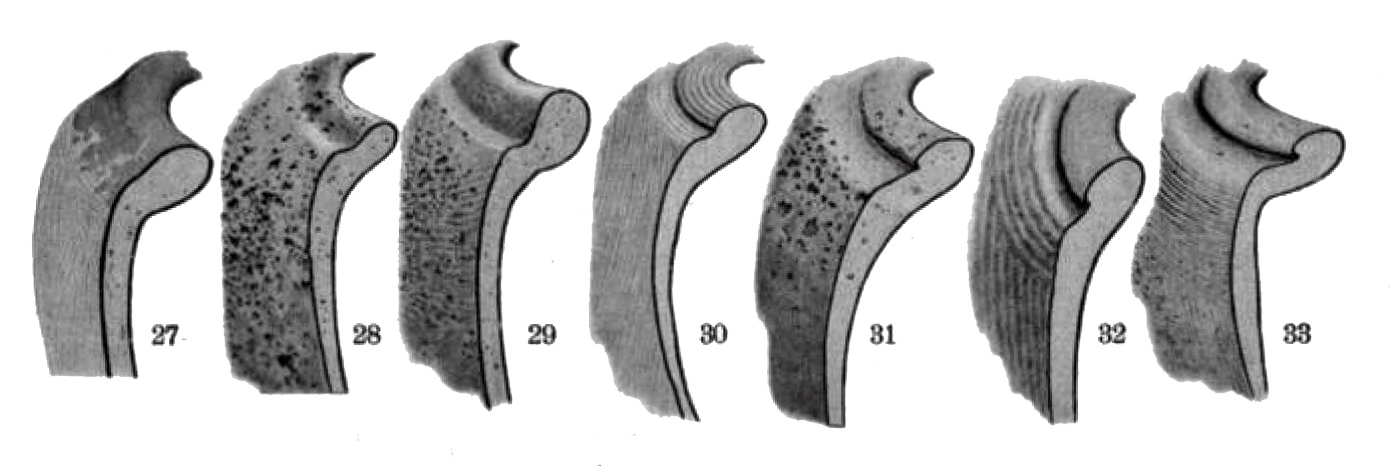
Randformen des Halterner Kochtopfs (Haltern 91) nach Ritterling 1901

Ein Halterner Kochtopf ist ein bauchiges Gefäß, dessen weitester Durchmesser im Bereich der Gefäßschulter liegt. Charakteristisch ist ein nach innen eingezogener, gerillter Wulstrand mit einem scharfen Schulterknick. Zum Boden hin verjüngt es sich steil, wobei der schmalste Teil des Gefäßes auf Höhe des flachen Bodens liegt. Frühe Gefäße sind noch handaufgebaut. Noch in tiberischer Zeit werden sie jedoch von scheibengedrehten Töpfen abgelöst, wobei die Form erhalten bleibt.
Die Gefäßoberfläche ist häufig mit einer Schlammengobe überzogen, die vor dem Brand an der Außenseite mit Stroh oder Reisig aufgeraut wurde. Auf diese Weise wird eine bessere Griffigkeit beim Gebrauch erzeugt. Der Scherben ist tongrundig mit Sandmagerung. Je nach Herstellungsort ist er schwarz, hell- oder rottonig.
In der Fachliteratur werden heute zwei Varianten unterschieden. Die Form Haltern 91 A wird aus einer Gruppe von Gefäßen gebildet, die aus schlecht geschlämmtem Ton gebrannt wurden. Deren Scherben ist meist rotbraun bis schwarz und weist eine korkartige Textur auf (Korkware). Davon unterscheidet sich die Form Haltern 91 B durch die Verwendung von dichter brennenden Tonen. Die Außenwand von Haltern 91 B ist im Gegensatz zu der aufgerauten Oberfläche von 91 A meist glatt.
Nach Funden aus Haltern am See wurde von Emil Ritterling 1901 die Erstbeschreibung vorgenommen.

## Entstehung, Verbreitung und Datierung
Die Form ist spät-latènezeitlichen ostgallischen Kochtöpfen entlehnt und findet sich ab dem letzten Jahrzehnt des 1. Jahrhunderts v. Chr. im Rhein-Mosel-Gebiet zunächst vor allem im Zusammenhang mit römischen Militärstandorten. Das Hauptverbreitungsgebiet ist der Raum zwischen Köln, Nijmegen und Mainz.
Die Latèneform dieses Gefäßtyps ist in der Regel noch handaufgebaut und weist noch nicht den charakteristischen Schulterknick der römischen Form auf. Auch ist die Oberfläche der frühen Formen meist geglättet und nicht aufgeraut. In Ostgallien stationierte römische Truppen übernahmen in augusteischer Zeit offenbar den Gefäßtyp von der einheimischen Bevölkerung und brachten ihn im Zuge der Drususoffensive mit der Okkupation des Rheinlandes mit an die Standorte an Rhein und Lippe. Kurz darauf verbesserten römische Töpfer mit ihrer fortschrittlicheren Töpfertechnik die Herstellung. Jedoch kommen noch mindestens bis ins 2. Jahrzehnt nach Chr. handaufgebaute Formen im Fundspektrum römischer Militär- und Siedlungsbefunde vor. Diese zeigen größtenteils bereits die aufgeraute Oberfläche und den charakteristischen Schulterknick.
Halterner Kochtöpfe wurden im gesamten 1. Jahrhundert sowohl von römischen Soldaten als auch in zivilen Siedlungen in Niedergermanien und den angrenzenden Gebieten verwendet. Ab flavischer Zeit verschwindet er allmählich aus dem Fundspektrum.
Eine Feinchronologie innerhalb der Formengruppe konnte bislang nicht vorgenommen werden. Die Varianz innerhalb der Form bezüglich markanter Merkmale wie beispielsweise der Ausprägung des Lippenwulstes scheint keine chronologische Relevanz zu haben.

## Verwendung
Neben der Verwendung als Kochtopf wurden Halterner Kochtöpfe auch als Transport- und Vorratsbehälter für Lebensmittel genutzt. Die bei einigen Funden angetroffenen gepichten Ränder zeugen davon, dass in den Gefäßen verderbliche Ware konserviert wurde, wobei das Gefäß mit Pergament, Leder oder ähnlichem abgedeckt war. Die Abdeckung wurde mit Pech luftdicht auf den Gefäßrand geklebt. Zusätzlich konnte die Abdeckung mit einer Kordel fixiert werden. Die umlaufende Rille über dem Schulterknick diente dabei als Führung. Ein auf dem Kops Plateau bei Nijmegen gefundenes Gefäß enthielt noch die Überreste von 30 Singdrosseln, die aus dem südlichen Ardennenraum stammten. Dieses Vorratsgefäß ähnelt typologisch dem Halterner Kochtopf, weicht jedoch in seiner Randausprägung von der klassischen Form Haltern 91 ab.
Als Sekundärbeigabe fanden Halterner Kochtöpfe auch im römischen Bestattungsritus Verwendung. Sie wurden als Behälter von Lebensmitteln einem Toten mit ins Grab gegeben.